# Macintosh Centris

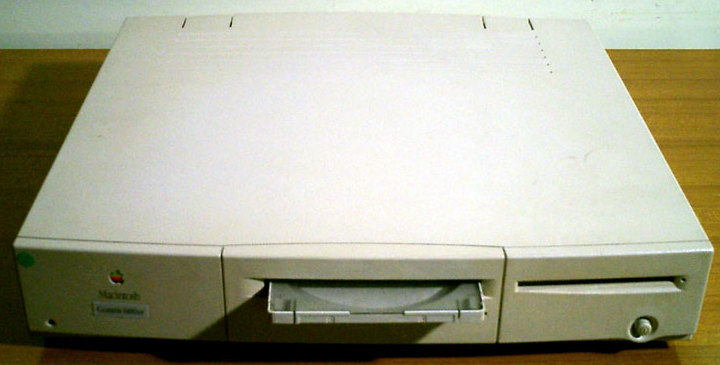
Un Macintosh Centris 660AV.

Les Macintosh Centris sont une famille d'ordinateurs personnels Macintosh commercialisés  par Apple entre 1991 et 1995.
Lancés en 1991, les Macintosh Quadra étaient destinés à remplacer les Macintosh II dans le haut de la gamme Macintosh. Contrairement à ceux-ci, ils étaient dotés des nouveaux processeurs Motorola 68040 (d'où leur nom), plus puissants que les 68030. Ils utilisaient des boîtiers au format tour très évolutif (Quadra séries 700, 800  et 900).
En 1992 de nouveaux modèles, les Quadra de la série 600, plus abordables et dans un boîtier compact (format « pizza ») apparurent. L'année suivante Apple lança des machines de milieu de gamme pour remplacer les vieillissants Macintosh II, qui démocratisèrent le 68040 : les Macintosh Centris (Centris car elles formaient le centre de la gamme).
Seuls trois modèles de Macintosh Centris sortirent, Apple ayant décidé de fusionner les deux gammes Centris et Quadra en octobre 1993. Les trois Centris (610, 650, 660AV) furent alors renommés respectivement en Quadra 610, 650 et 660AV.
Le dernier Quadra de haut de gamme fut le Quadra 840AV, qui fut lancé en juillet 1993. Deux modèles de moyenne et d'entrée de gamme furent encore lancés (les Quadra 605 et 630) avant que la gamme soit progressivement remplacée par les Power Macintosh.